# Estil Jelling

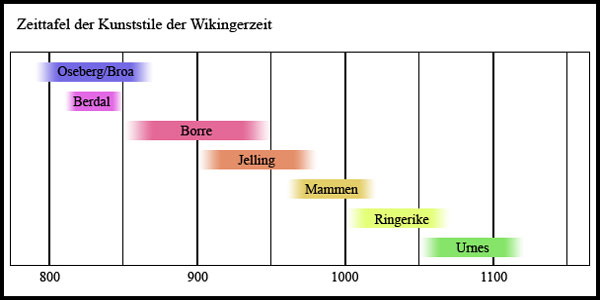
Cronologia dels estils de decoració animal escandinaus

L'estil Jelling és una fase de la decoració vikinga zoomòrfica del segle x. El nom prové d'un conjunt d'objectes de Jelling, Dinamarca, entre els quals hi havia les grans esteles rúniques de Jelling, d'Harald Blåtand, però després aquestes es catalogaren en l'estil Mammen. L'estil es caracteritza per l'aparició de:
- Figures d'animals molt estilitzades, sovint amb cossos allargats en forma de S, sempre representades de perfil; també hi apareixen persones.[1]
- Les figures tenen projeccions de formes vegetals (rissos, fulles) i decoracions transversals.
- Figures geomètriques (cercles, espirals, triangles).

L'ornamentació de formes animals de l'època vikinga es cataloga en aquests períodes successius: Oseberg, Borrei, Jelling, Mammen, Ringerike i Urnes.

## Galeria

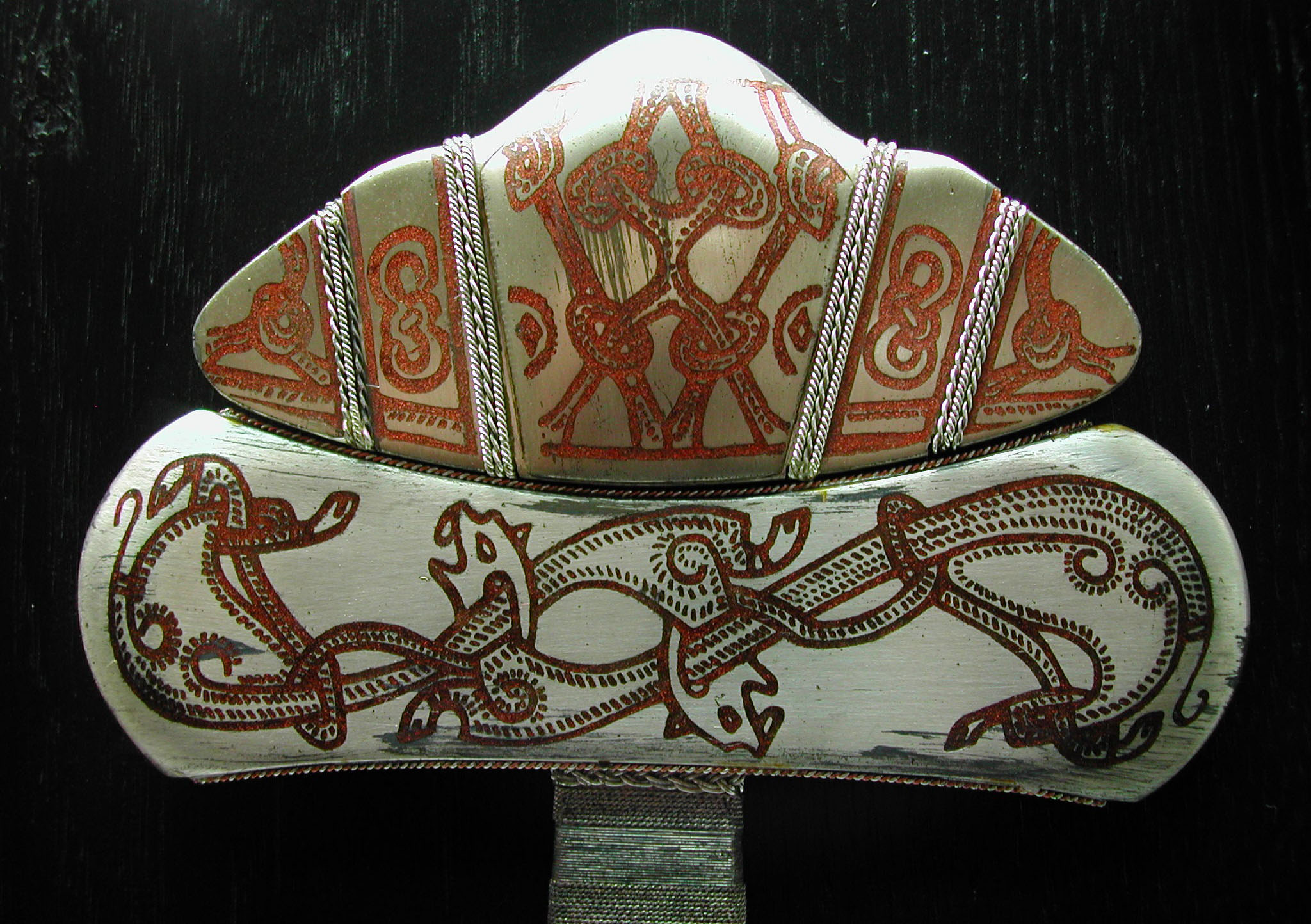
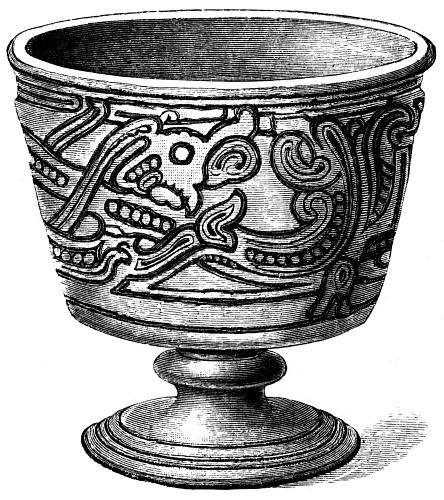
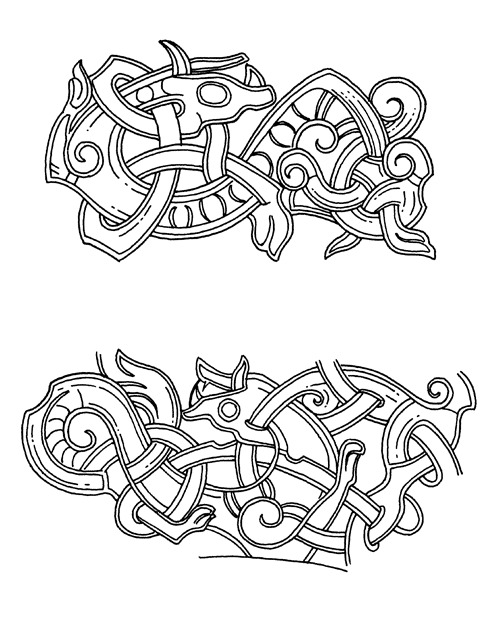
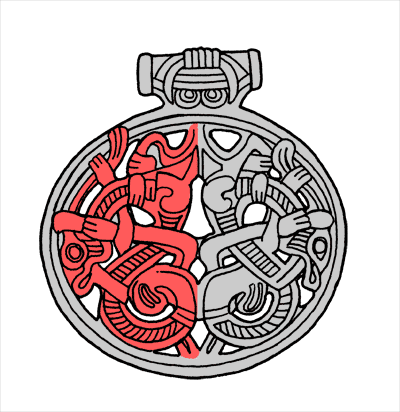